# Muskiz
Muskiz város Spanyolországban,  Bizkaia tartományban. Muskiz Abanto-Zierbena, Zierbena, Galdames, Sopuerta és Castro Urdiales községekkel határos. Lakosainak száma 7361 fő (2024).

## Népesség
A település népessége az utóbbi években az alábbiak szerint változott:
| Lakosok száma | 6275 | 6597 | 6943 | 7216 | 7541 | 7612 | 7579 | 7507 | 7367 | 7361 |
|               | 2001 | 2004 | 2007 | 2009 | 2012 | 2014 | 2017 | 2019 | 2022 | 2024 |